# Hospital de Niños J. M. de los Ríos
El Hospital de Niños José Manuel de los Ríos —conocido también como Hospital de Niños J. M. de los Ríos— es un centro de salud público especializado en el área de pediatría y con áreas de medicina general, localizado en la Avenida Vollmer, en la Parroquia San Bernardino, parte del Municipio Libertador y del Distrito Capital, en pleno centro de la ciudad de Caracas, al centro norte de Venezuela.

## Historia
Fue fundado por Gustavo H. Machado el 2 de febrero de 1937 como el "Hospital Municipal de niños de Caracas". Recibió su nombre actual en honor de José Manuel de los Ríos, un médico y escritor venezolano considerado el precursor de la pediatría en el país y quién falleció en 1914.
Surge por una resolución emanada de la Dirección de Vías de Comunicación y Obras sanitarias del Ministerio de Obras Públicas el 15 de diciembre de 1929, por instrucciones del Presidente de la República Juan Bautista Pérez. Se ordenan las reparaciones y ejecuciones del Hospital Vargas para la hospitalización de pacientes pediátricos. La organización que se encargó de cumplir esta última tarea fue el “Hospital Municipal de Niños J. M. de los Ríos”, cuya denominación inicial —hasta 1943— había sido “Hospital Municipal de Niños”, teniendo como primera sede un terreno adyacente al Hospital José María Vargas.
Durante algunos años, este lugar fue simplemente llamado por su comunidad médica “Hospital de Pirineos”, debido a que así se llamaba la esquina donde se encontraba ubicado. Para el año 1935 —con la estructura aún por concluir— se abrieron las puertas de las consultas externas y sólo al año siguiente; es decir, el 25 de diciembre de 1936 pudo hacerse formalmente su inauguración.
Este centro de atención infantil tuvo una mudanza en 1958 a una sede más amplia y apta ubicada en la zona de San Bernardino, al norte de Caracas, para atender una demanda que rebasaba la capacidad de respuesta del edificio de Pirineos, ya conocido como “JM de los Ríos”. Ya en la nueva sede, en agosto del mismo año se creó la Sociedad de Médicos del Hospital, la cual ha jugado un papel relevante en la lucha por las mejoras y ampliaciones del hospital y en defensa de los derechos del niño venezolano a recibir atención oportuna y eficaz. Cuatro meses después, en enero de 1959, comenzó a circular el Boletín del Hospital Niños publicación que, a pesar de no haber tenido una periodicidad regular, hoy día continúa circulando.

## Actualidad

### Críticas
El hospital ha sido criticado generalmente por la falta de seguridad, teniendo en variadas ocasiones robos a personas y/o hurtos de los medicamentos o equipamiento. En otras ocasiones ha presentado denuncias de falta de medicamentos, y hasta presencia de mal estado del equipo y las instalaciones en unas zonas del recinto donde simplemente no se tiene acceso.

### Medidas cautelares de la CIDH
El 21 de febrero de 2018 la Corte Interamericana de Derechos Humanos dictó medidas cautelares pidiéndole al gobierno salvaguardar la vida y salud de los 27 niños pacientes del área de nefrología del hospital luego de una investigación sobre las fallas del hospital y al considerar que el caso reunía los requisitos de gravedad, urgencia e irreparabilidad contenidos en el artículo 25 de su reglamento, exhortándolo también a adoptar acciones para mejorar las condiciones de salubridad del hospital e informar sobre los avances de las acciones tomadas. Sin embargo, tres meses después de dictar las medidas cautelares, el gobierno no había cumplido con las mismas. El 14 de mayo falleció Carina Vergara, una paciente de 14 años del Servicio de Nefrología del hospital que formaba parte de la medida cautelar otorgada por la CIDH. En la Unidad de Nefrología, 23 niños están obligados a dializarse tres veces a la semana durante cuatro horas en cada sesión pero debido a un bote de aguas servidas por una tubería rota, desde hace casi una semana la Unidad de Diálisis ha trabajado irregularmente. Las fallas relacionadas con el suministro del servicio en el hospital de niños han sido recurrentes desde hace más de un mes, por lo que la directiva ha conseguido cisternas para abastecerse de agua, a fin de que Unidad de Diálisis funcione medianamente, pero esto no se ha logrado debido a que, para mayo de 2015, de las 15 máquinas existentes, funcionan 13, de las cuales solo trabajan 7 por turno debido a la poca fuerza del agua.